# Volljährigkeit
Die Volljährigkeit (selten auch als Großjährigkeit oder Majorennität bezeichnet) ist das Lebensalter, ab dem eine natürliche Person von Rechts wegen als erwachsen gilt. Mitunter wird auch der allgemeinere Begriff „Mündigkeit“ dafür benutzt.

## Allgemeines
Bis zum Eintritt der Volljährigkeit gibt es den Rechtsstatus der Minderjährigkeit. Mit der Volljährigkeit tritt in den meisten Ländern auch die unbeschränkte Geschäftsfähigkeit ein.

## Volljährigkeit in verschiedenen Ländern

### Deutschland

#### Heute
In der Bundesrepublik Deutschland wird seit 1. Januar 1975 die Volljährigkeit mit der Vollendung des 18. Lebensjahres erlangt (§ 2 BGB). Damit wird die natürliche Person voll geschäftsfähig. Strafrechtlich wird eine Person zwischen dem 18. und dem 21. Geburtstag als Heranwachsender angesehen, auf die je nach Einzelfall das Jugendstrafrecht oder das allgemeine Strafrecht angewendet werden kann.
Grundsätzliches zum Wahlrecht:
Deutsche Staatsbürger erhalten zugleich das passive Wahlrecht auf Bundesebene (Art. 38 Abs. 2 Satz 1 GG) und auf Landesebene mit 18 Jahren. Das aktive Wahlrecht zum Bundestag erlangt eine Person mit deutscher Staatsbürgerschaft, unabhängig von der Festlegung der Volljährigkeit, mit der Vollendung des 18. Lebensjahres (Art. 38 Abs. 2 GG). Auf kommunaler Ebene erlangen sowohl deutsche Staatsbürger als auch Ausländer aus den Mitgliedstaaten der Europäischen Union mit der Volljährigkeit das passive Wahlrecht. Das aktive Wahlrecht wird von deutschen Staatsbürgern auf Landesebene mit Ausnahme der Bundesländer Brandenburg, Bremen und Hamburg mit 18 Jahren erlangt. Auf kommunaler Ebene erlangen sowohl deutsche Staatsbürger als auch Ausländer aus den Mitgliedstaaten der Europäischen Union mit der Volljährigkeit das aktive Wahlrecht in den Bundesländern Bayern, Hessen, Rheinland-Pfalz, Saarland und Sachsen. Aktiv und passiv wahlberechtigt für die Wahlen zum Europäischen Parlament waren bis zur Europawahl 2019 in Deutschland mit Eintritt der Volljährigkeit deutsche Staatsbürger und Ausländer aus den Mitgliedstaaten der Europäischen Union. Ab der Europawahl 2024 dürfen in Deutschland auch Jugendliche ab 16 Jahren das aktive Wahlrecht ausüben.
Volljährige Personen dürfen zudem:
- heiraten (bis zum 21. Juli 2017 durften schon 16-Jährige mit Genehmigung des Familiengerichts heiraten, wenn der künftige Ehegatte bereits volljährig war),
- Verträge jeder Art ohne Sorgeberechtigten abschließen, etwa eine eigene Wohnung mieten,
- hochprozentigen Alkohol und Tabakwaren kaufen, besitzen sowie konsumieren,
- Cannabis gemäß dem Cannabisgesetz anbauen, besitzen und sich einem Cannabis Social Club anschließen,
- an Glücksspielen wie Lotto teilnehmen,
- sich an jugendgefährdenden Orten (Nachtbars, Nachtclubs) aufhalten,
- jugendgefährdende Schriften konsumieren.

#### Geschichte
Im Mittelalter wurde der Zeitpunkt der Volljährigkeit zunächst (anhand des körperlichen und geistigen Entwicklungsstandes des Jugendlichen) individuell festgelegt. Im Spätmittelalter etablierten sich, vor allem auf der Geschlechtsreife der Jugendlichen basierend, zunehmend feste Volljährigkeitstermine und damit der Eintrittstermin in die Rechtsfähigkeit. So etwa das Ende des 12. Lebensjahres, bei Knaben gelegentlich erst das 14. Lebensjahr. Im Verlauf des Spätmittelalters wurde das Volljährigkeitsdatum jedoch dann nach oben auf Zeitpunkte zwischen dem 18. und 25. Lebensjahr geschoben.
Am 16. April 1806, wenige Monate nach Gründung des Königreichs Württemberg, wurde die Volljährigkeitsregelung von 25 Jahren, wie sie bereits zuvor in Altwürttemberg gegolten hatte, auf die neu erworbenen Besitztümer ausgeweitet, da dort teilweise abweichende Regelungen gegolten hatten. Auch in vielen anderen Gegenden Deutschlands trat in der ersten Hälfte des 19. Jahrhunderts die Volljährigkeit weiterhin mit 25 Jahren ein. In Württemberg wurde die Volljährigkeit mit dem Gesetz vom 30. Juni 1865 von 25 auf 23 Jahre herabgesetzt.
In Preußen setzte das Gesetz über das Alter der Großjährigkeit vom 9. Dezember 1869 die Volljährigkeit ab dem 1. Juli 1870 von 24 auf 21 Jahre herab.
Im Deutschen Reich wurde die Volljährigkeit durch ein Reichsgesetz vom 17. Februar 1875 einheitlich auf 21 Jahre festgelegt (in Kraft getreten am 1. Januar 1876).
Seit dem 1. Januar 1900 regelte dies § 2 BGB mit gleichem Inhalt. Weiterhin legte § 3 fest, dass durch das Personenstandsgericht Personen, die das 18. Lebensjahr vollendet hatten, die Volljährigkeit zugesprochen werden konnte, sodass sich für diese Rechte und Pflichten dementsprechend schon früher ergaben.
In der Deutschen Demokratischen Republik wurde durch das Gesetz über die Herabsetzung des Volljährigkeitsalters vom 17. Mai 1950, in Kraft getreten am 22. Mai 1950, das Volljährigkeitsalter auf die Vollendung des 18. Lebensjahres herabgesetzt. Dadurch wurden am 22. Mai 1950 alle Personen in der DDR, die zwischen dem 22. Mai 1929 und dem 22. Mai 1932 geboren wurden, gemeinsam volljährig.
In der Bundesrepublik Deutschland lag das Volljährigkeitsalter bis 1974 bei 21 Jahren. Durch das am 1. Januar 1975 in Kraft getretene „Gesetz zur Neuregelung des Volljährigkeitsalters“ vom 31. Juli 1974 wurde der Eintritt der Volljährigkeit auf die Vollendung des 18. Lebensjahres herabgesetzt. Dadurch wurden am 1. Januar 1975 alle Personen in der BRD, die zwischen dem 1. Januar 1954 und dem 1. Januar 1957 geboren waren, gemeinsam volljährig.

### Österreich
1811 wurde die Volljährigkeit in Österreich durch das ABGB einheitlich auf 24 Jahre festgelegt. 1919 wurde dieses Alter auf 21 Jahre herabgesetzt.
In Österreich wurde das Alter der Volljährigkeit (§ 21 ABGB) am 1. Juli 1973 von 21 auf 19 und am 1. Juli 2001 von 19 auf 18 Jahre per Gesetz herabgesetzt. Man ist seit der Wahlrechtsreform 2007 schon mit 16 Jahren wahlberechtigt. Im österreichischen Recht ist die Volljährigkeit von der Mündigkeit (hier ist insbesondere auch die Strafmündigkeit gemeint) zu unterscheiden. Diese erreichen Minderjährige in Österreich gemäß § 21 Abs. 2 ABGB mit 14 Jahren. Wer zwar bereits das 18., aber noch nicht das 21. Lebensjahr vollendet hat, gilt strafrechtlich gemäß § 1 Z 5 JGG als junger Erwachsener, auf den das Jugendgerichtsgesetz anzuwenden ist.
Höhere Alterserfordernisse als das aktuelle Volljährigkeitsalter gelten z. B. für die passive Wählbarkeit als Bundespräsident, für das Lenken von Gefahrguttransporten oder das Pilotieren von Verkehrsflugzeugen; niedrigere für Amateurfunk, das Lenken eines Fahrrads, eines Motorfahrrads, eines Leichtmotorrads.

### Liechtenstein
Volljährigkeit wird in Liechtenstein durch die Überschreitung der im Gesetz festgelegten Altersgrenze erreicht. Ab diesem Zeitpunkt ist eine natürliche Person vollumfänglich Träger von Rechten und Pflichten in der Gesellschaft. Die Altersgrenze liegt bei 18 Jahren.
Das Erreichen der Volljährigkeit fällt mit dem Erreichen der vollen Mündigkeit zusammen. Bis 1926 wurde diese erst mit 24 Jahren, bis 1999 mit 21 Jahren erreicht.

### Schweiz
In der Schweiz liegt das Alter der Mündigkeit seit dem 1. Januar 1996 gemäß Art. 14 ZGB bei 18 Jahren. Vorher lag es bei 20 Jahren.
Die Volljährigkeit beziehungsweise Wahlberechtigung fiel bis etwa 1848 insbesondere in den Landsgemeinde-Kantonen mit dem Alter der Wehrfähigkeit zusammen, sie lag also zwischen 14 und 18 Jahren. In den früheren Städte-Kantonen gab es diese Besonderheit jedoch nicht. So war zum Beispiel im Kanton Glarus noch 1830 jeder über 16-Jährige Mitglied der Landsgemeinde (Landmann), in Appenzell Ausserrhoden jeder 18-Jährige, in Graubünden jeder 17-Jährige, im Wallis jeder 18-Jährige.
Viele politische Gemeinden organisieren Jungbürgerfeiern für Schweizer Bürger, die volljährig werden.

### Frankreich
In Frankreich liegt das Volljährigkeitsalter seit 1974 bei 18 Jahren. Durch ein Gesetz vom 20. September 1792 war die Volljährigkeit für den Großteil des Landes von 25 Jahren auf 21 Jahre herabgesetzt worden.

### Vereinigte Staaten
In den Vereinigten Staaten wird das Alter der Volljährigkeit (englisch majority, legal age) vom Bund, den Bundesstaaten und den Territorien festgelegt. In den meisten Bundesstaaten und Territorien und bei Anwendung von Bundesgesetzen liegt es bei der Vollendung des 18. Lebensjahres. Besondere Regelungen bestehen in:
- Mississippi, Puerto Rico: Volljährigkeit bei Vollendung des 21. Lebensjahres;
- Alabama, Nebraska: Volljährigkeit bei Vollendung des 19. Lebensjahres;
- Arkansas, Ohio, Tennessee, Utah: Volljährigkeit bei Vollendung des 18. Lebensjahres; bei Jugendlichen, die zu diesem Zeitpunkt noch die Highschool besuchen, aber erst beim Schulabschluss;
- Nevada, Wisconsin: Volljährigkeit bei Vollendung des 18. Lebensjahres; bei Jugendlichen, die zu diesem Zeitpunkt noch die Highschool besuchen, aber erst bei Vollendung des 19. Lebensjahres.

## Andere Länder

Alter, mit dem die Volljährigkeit erreicht wird:
21
20
19
18
17
16 oder jünger

Gemäß dem New Yorker Übereinkommen über die Rechte des Kindes vom 20. November 1989 beginnt die Volljährigkeit mit 18 Jahren, sofern das auf das Kind anzuwendende Recht nicht schon früher eintritt.
Staatliche Gesetze sehen die Volljährigkeit ab folgendem Alter vor:
| Staat                        | Volljährigkeit mit … Jahren                                                                                                |
| ---------------------------- | --- |
| Afghanistan                  | 18 |
| Ägypten                      | 21 |
| Albanien                     | 18 |
| Algerien                     | 19 |
| Angola                       | 18 |
| Argentinien                  | 18 |
| Armenien                     | 18 |
| Aserbaidschan                | 18 |
| Australien                   | 18 |
| Bahamas                      | 18 |
| Bahrain                      | 21 |
| Barbados                     | 18 |
| Belarus                      | 18, bis 2006: 16 |
| Belgien                      | 18 |
| Bhutan                       | 18 |
| Bolivien                     | 18 |
| Bosnien und Herzegowina      | 18 |
| Brasilien                    | 18, Wahlberechtigung mit 16                                                                                                |
| Brunei                       | 18 |
| Bulgarien                    | 18, Wahlberechtigung mit 16                                                                                                |
| Burundi                      | 21 |
| Chile                        | 18 |
| Taiwan                       | 18 |
| Volksrepublik China          | 18 |
| Dänemark                     | 18 |
| Deutschland                  | 18 |
| Dschibuti                    | 18 |
| Dominica                     | 18 |
| Dominikanische Republik      | 18 |
| Ecuador                      | 18 |
| El Salvador                  | 18 |
| Elfenbeinküste               | 21 |
| Estland                      | 18 |
| Eswatini                     | 21 |
| Fidschi                      | 18 |
| Finnland                     | 18 |
| Frankreich                   | 18 |
| Gabun                        | 18 |
| Gibraltar                    | 18 |
| Griechenland                 | 18, bis 1998: 17 |
| Guatemala                    | 18 |
| Guinea                       | 21, vorher bei Heirat |
| Guyana                       | 18 |
| Honduras                     | 21 |
| Hongkong                     | 18 |
| Indien                       | 18 |
| Indonesien                   | 16, Wahlberechtigung mit 17                                                                                                |
| Iran                         | 15 Mondjahre bei Männern, 9 bei Frauen, Wahlberechtigung und Führerschein mit 18                                           |
| Irland                       | 18 |
| Island                       | 18 |
| Israel                       | 18 |
| Italien                      | 18 |
| Jamaika                      | 18 |
| Japan                        | 18, bis 31. März 2022: 20                                                                                                  |
| Jemen                        | 16 |
| Kambodscha                   | 16, Wahlberechtigung ab 18                                                                                                 |
| Kamerun                      | 21 |
| Kanada                       | 18 Jahre: Alberta, Manitoba, Ontario, Prince Edward Island, Québec und Saskatchewan.                                       |
| Kanada                       | 19 Jahre: British Columbia, New Brunswick, Neufundland und Labrador, Nordwest-Territorien, Nova Scotia, Nunavut und Yukon. |
| Katar                        | 18 |
| Kenia                        | 18 |
| Kirgisistan                  | 16 |
| Kolumbien                    | 18 |
| Republik Kongo               | 18 |
| Kroatien                     | 18 |
| Kuba                         | 18 |
| Laos                         | 18 |
| Lesotho                      | 21 |
| Lettland                     | 18 |
| Libanon                      | 18 |
| Liechtenstein                | 18 |
| Litauen                      | 18 |
| Luxemburg                    | 18, vorher bei Heirat |
| Macau                        | 18 |
| Malaysia                     | 18, Wahlberechtigung ab 21                                                                                                 |
| Malta                        | 18 |
| Mauretanien                  | 18 |
| Mexiko                       | 18 |
| Moldau                       | 18 |
| Monaco                       | 18, bis 2002 21 |
| Mosambik                     | 18 |
| Namibia                      | 18 |
| Nepal                        | 16 |
| Neuseeland                   | 20 |
| Niederlande                  | 18 |
| Nordkorea                    | 17 |
| Nordmazedonien               | 18 |
| Norwegen                     | 18 |
| Oman                         | 18 |
| Österreich                   | 18, Wahlberechtigung ab 16                                                                                                 |
| Pakistan                     | 18 bei Männern, 16 bei Frauen                                                                                              |
| Panama                       | 18 |
| Paraguay                     | 18 |
| Peru                         | 18 |
| Philippinen                  | 18 |
| Polen                        | 18, vorher bei Heirat |
| Portugal                     | 18 |
| Puerto Rico                  | 18 |
| Ruanda                       | 18 |
| Rumänien                     | 18 |
| Russland                     | 18, teilweise 16 |
| Saudi-Arabien                | 18 |
| Schweden                     | 18 |
| Schweiz                      | 18 |
| Senegal                      | 18 |
| Serbien                      | 18 |
| Seychellen                   | 18 |
| Sierra Leone                 | 21 |
| Simbabwe                     | 18 |
| Singapur                     | 21 |
| Slowakei                     | 18 |
| Slowenien                    | 18 |
| Somalia                      | 18 |
| Spanien                      | 18 |
| St. Kitts und Nevis          | 18 |
| Sudan                        | 18 |
| Südafrika                    | 18 |
| Südkorea                     | 19 |
| Syrien                       | 18 |
| Tadschikistan                | 17 |
| Tansania                     | 18 |
| Thailand                     | 20 |
| Trinidad und Tobago          | 18 |
| Tschechien                   | 18 |
| Türkei                       | 18 |
| Tunesien                     | 18 |
| Turkmenistan                 | 16 |
| Ukraine                      | 18 |
| Ungarn                       | 18 |
| Uruguay                      | 18 |
| Usbekistan                   | 16 |
| Venezuela                    | 18 |
| Vereinigte Arabische Emirate | 21 Mondjahre (entspr. 20 Jahren und 4 Monaten)                                                                             |
| Vereinigte Staaten           | 18 hinsichtlich Bundesgesetzen, ansonsten teilweise andere Altersgrenzen siehe oben im Artikel                             |
| Vereinigtes Königreich       | 18, in Schottland 16 |
| Vietnam                      | 16, Wahlberechtigung mit 18                                                                                                |
| Zypern                       | 18 |